# Sternidius centralis
Sternidius centralis är en skalbaggsart som först beskrevs av Leconte 1884.  Sternidius centralis ingår i släktet Sternidius och familjen långhorningar. Inga underarter finns listade i Catalogue of Life.